# Saint Geniez d'Olt et d'Aubrac
Saint-Geniez-d'Olt-et-d'Aubrac redirige ici.
Saint-Geniez-d'Olt-et-d'Aubrac est, depuis le 1er janvier 2016, une commune nouvelle française située dans le département de l'Aveyron en région Occitanie.
Elle est issue du regroupement des deux communes d'Aurelle-Verlac et Saint-Geniez-d'Olt. Elle fait partie du parc naturel régional de l'Aubrac.
Le patrimoine architectural de la commune comprend sept immeubles protégés au titre des monuments historiques : le couvent des Pénitents, inscrit en 1926 puis classée en 1931, l'église Saint-Geniez, classée en 1931 et inscrite en 1990, l'église Saint-Jacques, classée en 1977, l'église Saint-Pierre, inscrite en 1978, l'Hospice, classé en 1979, l'hôtel du Ravieux, classé en 1979, et l'hôtel de Ricard, inscrit en 1996.

## Géographie

### Localisation
La commune est située dans l'est du département de l'Aveyron. Elle est limitrophe de la Lozère.

### Communes limitrophes
Les communes limitrophes sont  La Capelle-Bonance, Les Salces, Nasbinals, Pierrefiche, Pomayrols, Prades-d'Aubrac, Saint-Martin-de-Lenne, Saint-Saturnin-de-Lenne, Sainte-Eulalie-d'Olt et Trélans.
| Prades-d'Aubrac      | Nasbinals (Lozère)             | Les Salces (Lozère), Trélans (Lozère)       |
| Sainte-Eulalie-d'Olt | Saint-Geniez-d'Olt-et-d'Aubrac | Pomayrols                                   |
| Pierrefiche          | Saint-Martin-de-Lenne          | La Capelle-Bonance, Saint-Saturnin-de-Lenne |

### Hydrographie

#### Réseau hydrographique

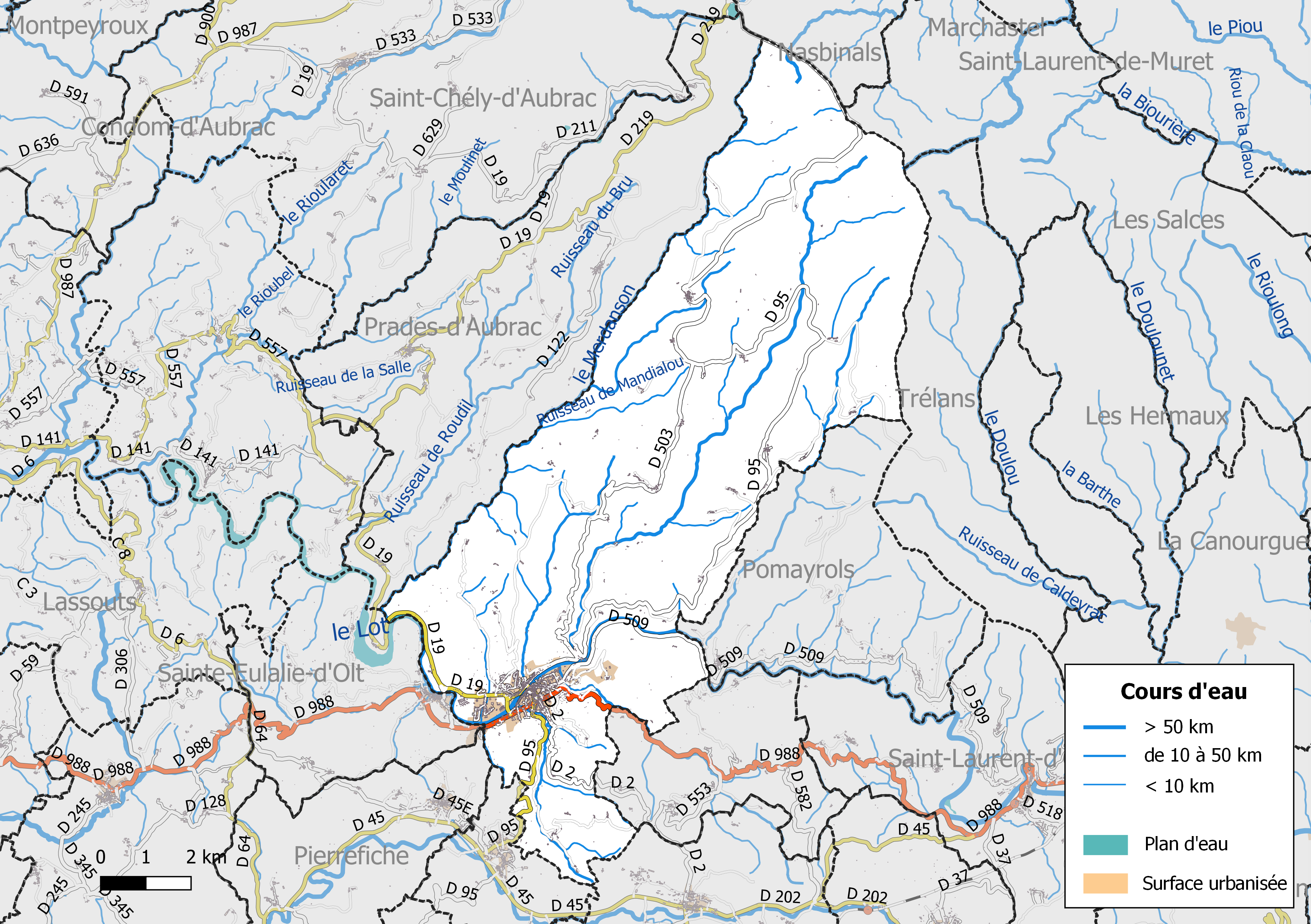
Réseaux hydrographique et routier de Saint Geniez d'Olt et d'Aubrac.

La commune est drainée par le Lot, le Merdanson, le Ruisseau de Mardonenque, le ruisseau d'Auronne, le ruisseau de Nozeran, le ruisseau du Barribès, le ravin d'Aubignac, le ravin de la Vaysse, le ravin du Mascal, ravin groussettes, le ruisseau de Rioubasset, le ruisseau des Charlottes, le ruisseau de Vieille Manenge et par divers petits cours d'eau.
Le Lot prend sa source à 1272 m d’altitude sur la montagne du Goulet (nord du Mont Lozère), dans la commune de Cubières (48),  et se jette  dans la Garonne à Monheurt (47), après avoir parcouru 484 km et traversé 129 communes.
Le Merdanson, d'une longueur totale de 17,7 km, prend sa source dans la commune de Prades-d'Aubrac et se jette  dans le Lot à Sainte-Eulalie-d'Olt, après avoir arrosé 3 communes.
Le Ruisseau de Mardonenque, d'une longueur totale de 15,1 km, prend sa source dans la commune de Saint Geniez d'Olt et d'Aubrac et se jette  dans le Lot à Saint Geniez d'Olt et d'Aubrac, après avoir arrosé 1 communes.
La retenue de Castelnau-Lassouts est un lac de retenue lié au barrage de Castelnau-Lassouts. Longue de quinze kilomètres, elle s'étend sur 2,18 km2. Outre les deux communes entre lesquelles est érigé le barrage, elle baigne également Prades-d'Aubrac, Sainte-Eulalie-d'Olt et Saint-Geniez-d'Olt. Elle est également alimentée par une quinzaine de petits ruisseaux, dont le plus important est le Merdanson.

#### Gestion des cours d'eau
Afin d’atteindre le bon état des eaux imposé par la Directive-cadre sur l'eau du 23 octobre 2000, plusieurs outils de gestion intégrée s’articulent à différentes échelles pour définir et mettre en œuvre un programme d’actions de réhabilitation et de gestion des milieux aquatiques : le SDAGE (Schéma directeur d'aménagement et de gestion des eaux), à l’échelle du bassin hydrographique, et le SAGE (Schéma d'aménagement et de gestion des eaux), à l’échelle locale. Ce dernier fixe les objectifs généraux d’utilisation, de mise en valeur et de protection quantitative et qualitative des ressources en eau superficielle et souterraine. Trois SAGE sont mis en oeuvre dans le département de l'Aveyron.
La commune fait partie du SAGE Lot amont, approuvé le 15 décembre 2015, au sein du SDAGE Adour-Garonne. Le périmètre de ce SAGE concerne le bassin d'alimentation du Lot depuis sa source jusqu'à Entraygues-sur-Truyère dans l'Aveyron, où il reçoit la Truyère en rive droite. Il couvre ainsi 91 communes, sur deux départements (Lozère et Aveyron) et 2 régions – une superficie de 2 616 km2 et 1 400 km de cours d'eau permanents auxquels s'ajoutent jusqu'à 576 km de cours d'eau temporaires,. Le pilotage et l’animation du SAGE sont assurés par le Syndicat mixte Lot-Dourdou (SMLD), qualifié de « structure porteuse ». Cet organisme a été créé le 1er janvier 2014 par rapprochement de trois syndicats de rivières et est constitué de quatorze communautés de communes.

### Climat
Pour des articles plus généraux, voir Climat de l'Occitanie et Climat de l'Aveyron.
En 2010, le climat de la commune est de type climat des marges montargnardes, selon une étude s'appuyant sur une série de données couvrant la période 1971-2000. En 2020, Météo-France publie une typologie des climats de la France métropolitaine dans laquelle la commune est exposée à un climat de montagne et est dans la région climatique Sud-est du Massif Central, caractérisée par une pluviométrie annuelle de 1 000 à 1 500 mm, minimale en été, maximale en automne.
Pour la période 1971-2000, la température annuelle moyenne est de 11,9 °C, avec une amplitude thermique annuelle de 16,5 °C. Le cumul annuel moyen de précipitations est de 1 118 mm, avec 11,2 jours de précipitations en janvier et 5,9 jours en juillet. Pour la période 1991-2020, la température moyenne annuelle observée sur la station météorologique installée sur la commune est de 9,0 °C et le cumul annuel moyen de précipitations est de 1 456,2 mm,. Pour l'avenir, les paramètres climatiques de la commune estimés pour 2050 selon différents scénarios d'émission de gaz à effet de serre sont consultables sur un site dédié publié par Météo-France en novembre 2022.
| Mois                                  | jan.           | fév.           | mars           | avril         | mai           | juin        | jui.          | août          | sep.         | oct.          | nov.        | déc.         | année      |
| ------------------------------------- | -------------- | -------------- | -------------- | ------------- | ------------- | ----------- | ------------- | ------------- | ------------ | ------------- | ----------- | ------------ | ---------- |
| Température minimale moyenne (°C)     | −1,6           | −2             | 0,7            | 3,4           | 6,7           | 10,7        | 12,4          | 12,5          | 9,4          | 6,7           | 2,3         | −0,4         | 5,1        |
| Température moyenne (°C)              | 1,3            | 1,3            | 4,5            | 7,6           | 11,1          | 15,6        | 17,5          | 17,5          | 13,9         | 10,2          | 5,2         | 2,6          | 9          |
| Température maximale moyenne (°C)     | 4,2            | 4,6            | 8,4            | 11,7          | 15,5          | 20,4        | 22,5          | 22,5          | 18,3         | 13,8          | 8,1         | 5,6          | 13         |
| Record de froid (°C) date du record   | −12,6 12.01.03 | −16,5 04.02.12 | −13,8 01.03.05 | −5,8 03.04.22 | −2,5 05.05.19 | 2 06.06.19  | 3,8 12.07.00  | 5 25.08.18    | 0,3 27.09.20 | −6 28.10.12   | −9 27.11.10 | −15 14.12.01 | −16,5 2012 |
| Record de chaleur (°C) date du record | 18,6 20.01.08  | 21 27.02.19    | 21 14.03.12    | 24,5 14.04.15 | 29,2 21.05.22 | 35 27.06.19 | 33,5 06.07.15 | 33,8 12.08.03 | 29 11.09.18  | 27,3 01.10.23 | 21 07.11.15 | 18 02.12.15  | 35 2019    |
| Précipitations (mm)                   | 139            | 105,6          | 106,7          | 128,1         | 125,7         | 100,1       | 74,7          | 88,8          | 122,3        | 143,5         | 162,4       | 159,3        | 1 456,2    |

### Milieux naturels et biodiversité

#### Espaces protégés
La protection réglementaire est le mode d’intervention le plus fort pour préserver des espaces naturels remarquables et leur biodiversité associée. 
Dans ce cadre, la commune fait partie d'un espace protégé, le Parc naturel régional de l'Aubrac, créé par décret le 23 mai 2018 et d'une superficie de 220 284 ha. Région rurale de moyenne montagne, l’Aubrac possède un patrimoine encore bien préservé. Son économie rurale, ses paysages, ses savoir-faire, son environnement et son patrimoine culturel reconnus n'en demeurent pas moins vulnérables et menacés et c'est à ce titre que cette zone a été protégée ,.

#### Sites Natura 2000

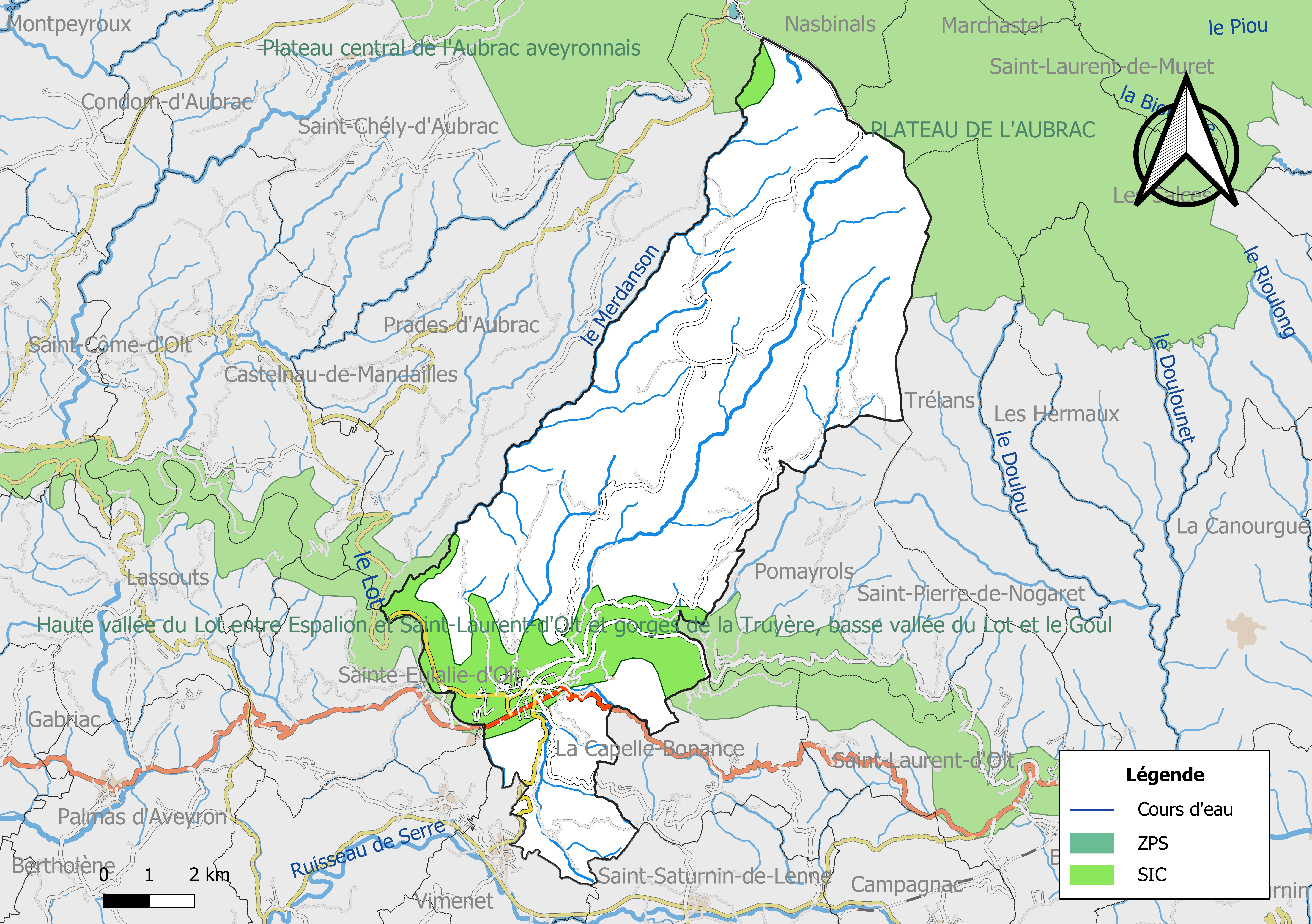
Sites Natura 2000 sur le territoire communal.

Le réseau Natura 2000 est un réseau écologique européen de sites naturels d’intérêt écologique élaboré à partir des Directives « Habitats » et « Oiseaux ». Ce réseau est constitué de Zones spéciales de conservation (ZSC) et de Zones de protection spéciale (ZPS). Dans les zones de ce réseau, les États Membres s'engagent à maintenir dans un état de conservation favorable les types d'habitats et d'espèces concernés, par le biais de mesures réglementaires, administratives ou contractuelles.
Un site Natura 2000 a été défini sur la commune au titre de la « directive Habitats » : 
- Le « Plateau central de l'Aubrac aveyronnais », d'une superficie de 7 067 ha, est un ensemble des principales zones tourbeuses tourbières et landes de la partie occidentale du plateau de l'Aubrac, ainsi que des prairies et forêts montagnardes. Il s'agit de la seule station de Midi-Pyrénées pour la Ligulaire de Sibérie, ainsi que diverses espèces boréales des tourbières. La Loutre est également présente[23] ;

#### Zones naturelles d'intérêt écologique, faunistique et floristique
L’inventaire des zones naturelles d'intérêt écologique, faunistique et floristique (ZNIEFF) a pour objectif de réaliser une couverture des zones les plus intéressantes sur le plan écologique, essentiellement dans la perspective d’améliorer la connaissance du patrimoine naturel national et de fournir aux différents décideurs un outil d’aide à la prise en compte de l’environnement dans l’aménagement du territoire.
Le territoire communal de Saint-Geniez-d'Olt-et-d'Aubrac comprend quatre ZNIEFF de type 1, : 
- les « Pentes et ruisseau de Mardonenque » (708,3 ha), couvrant 2 communes du département[25] ;
- le « Plateau de l'Aubrac aveyronnais » (11 613 ha), couvrant 17 communes dont 11 dans l'Aveyron, 4 dans le Cantal et 2 dans la Lozère[26] ;
- la « Rivière Lot (partie Aveyron) » (2 552 ha), couvrant 33 communes dont 30 dans l'Aveyron, 2 dans le Cantal et 1 dans la Lozère[27] ;
- le « Vallon du Merdanson et bois des hourcières » (560,4 ha), couvrant 2 communes du département[28] ;

et deux ZNIEFF de type 2, : 
- la « Vallée du Lot (partie Aveyron) » (19 239 ha), qui s'étend sur 47 communes dont 39 dans l'Aveyron, 5 dans le Cantal, 2 dans le Lot et 1 dans la Lozère[29] ;
- le « Versant occidental des monts d'Aubrac » (32 040 ha), couvrant 24 communes dont 17 dans l'Aveyron, 4 dans le Cantal et 3 dans la Lozère[30].

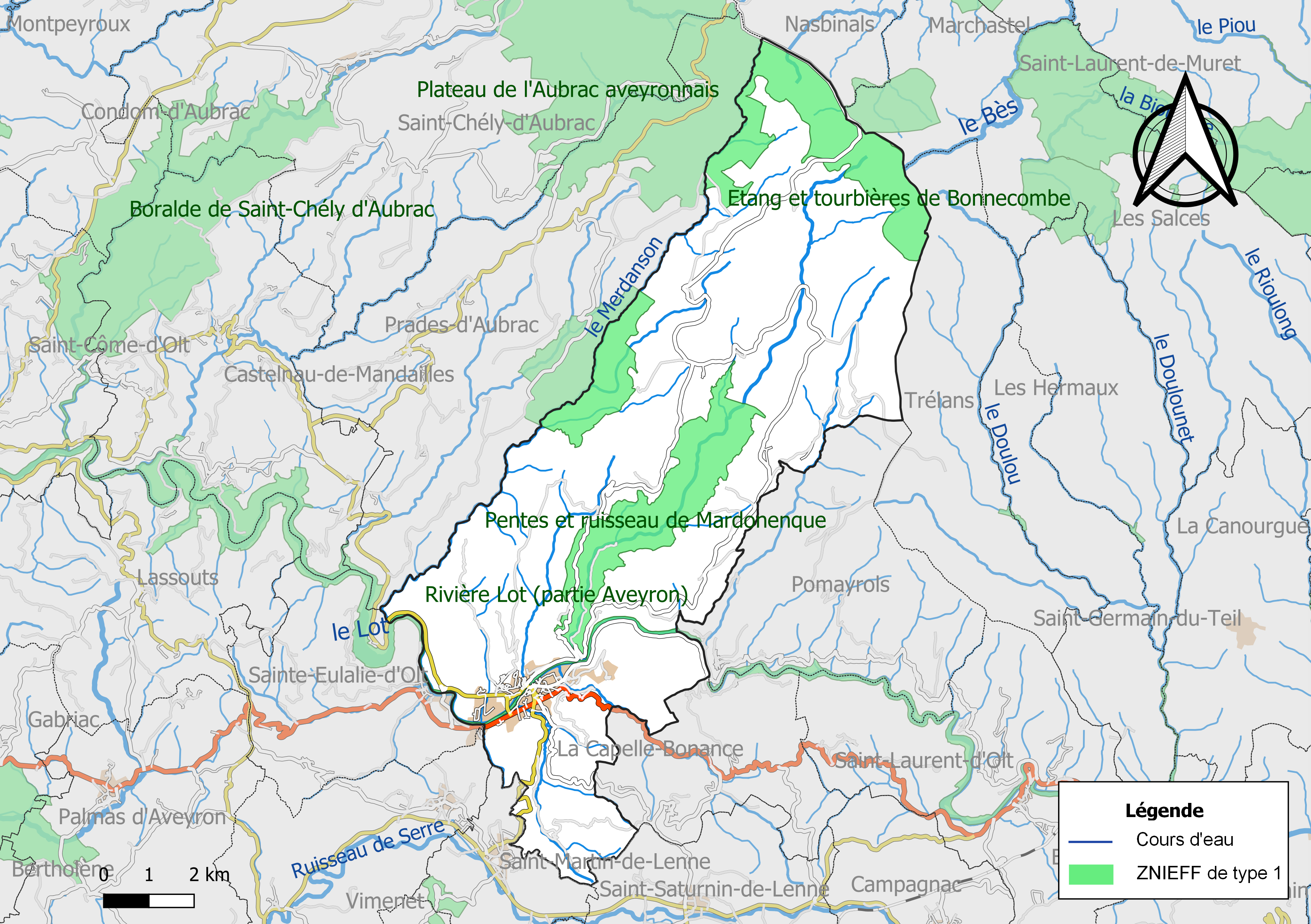
Carte des ZNIEFF de type 1 de la commune.
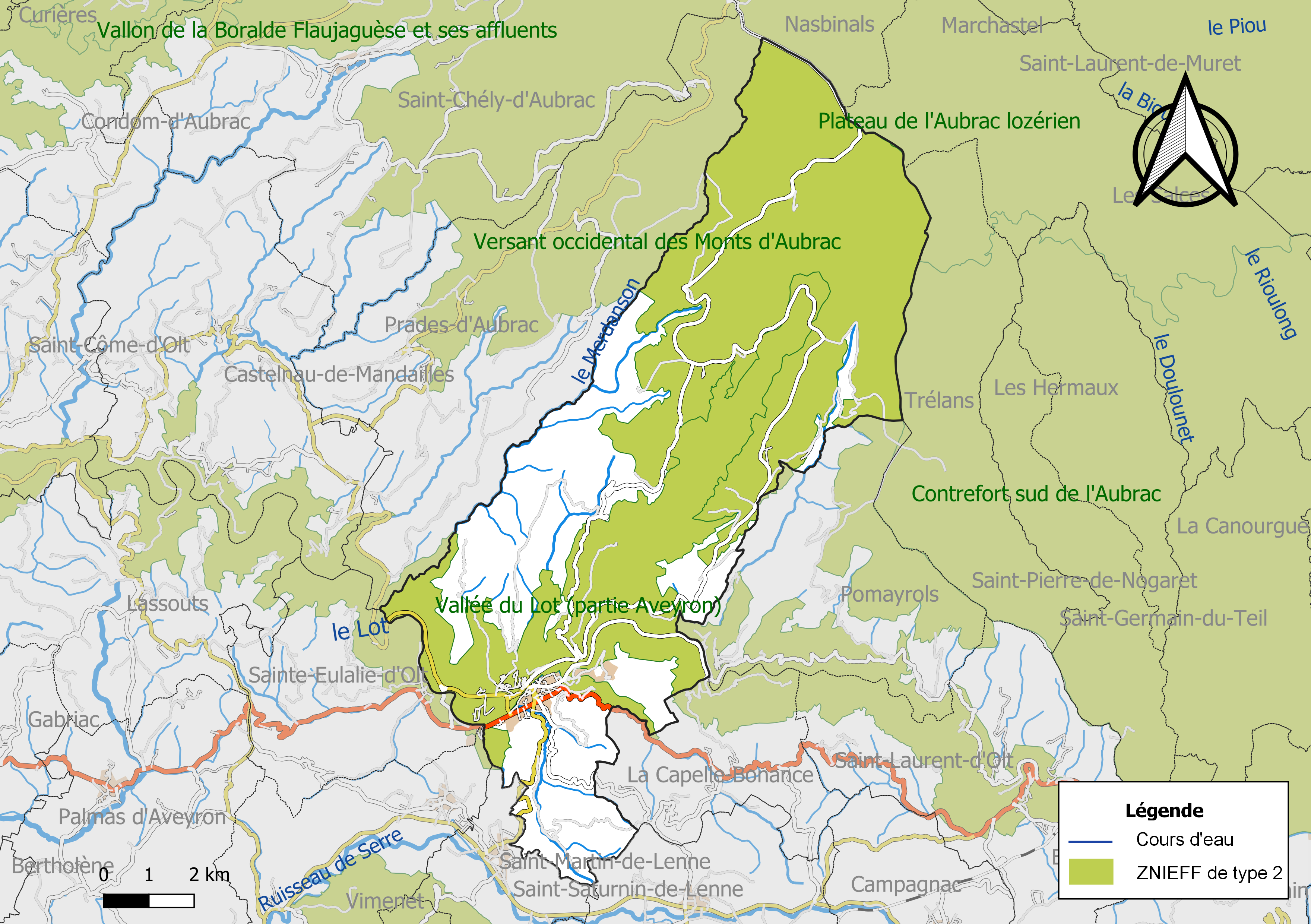
Carte des ZNIEFF de type 2 de la commune.

## Urbanisme

### Typologie
Au 1er janvier 2024, Saint Geniez d'Olt et d'Aubrac est catégorisée bourg rural, selon la nouvelle grille communale de densité à sept niveaux définie par l'Insee en 2022.
Elle est située hors unité urbaine et hors attraction des villes,.

### Occupation des sols

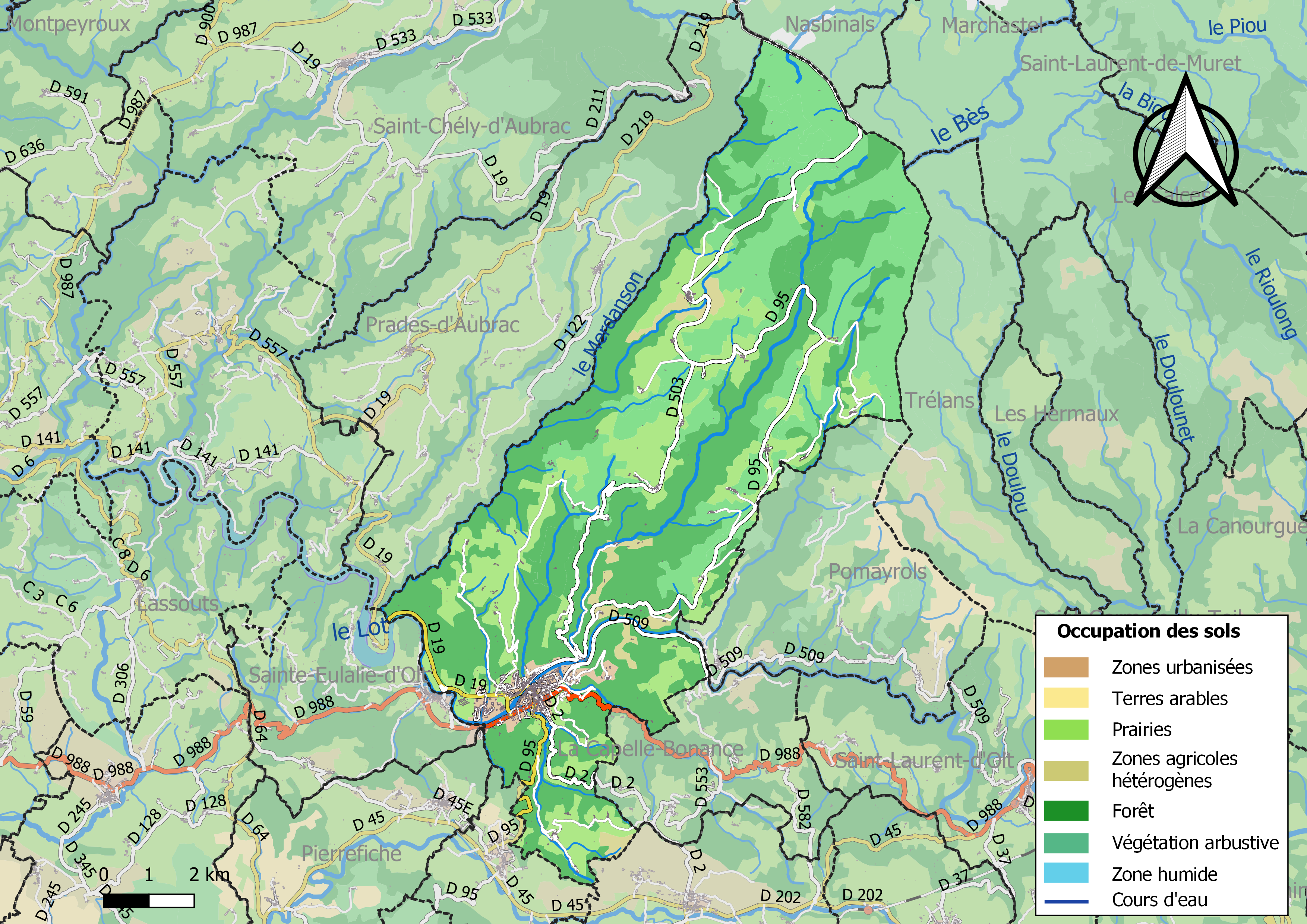
Infrastructures et occupation des sols de la commune de Saint Geniez d'Olt et d'Aubrac.

L'occupation des sols de la commune, telle qu'elle ressort de la base de données européenne d’occupation biophysique des sols Corine Land Cover (CLC), est marquée par l'importance des forêts et milieux semi-naturels (74,5 % en 2018), une proportion sensiblement équivalente à celle de 1990 (74,7 %). La répartition détaillée en 2018 est la suivante : 
forêts (47,8 %), milieux à végétation arbustive et/ou herbacée (26,7 %), prairies (20,7 %), zones urbanisées (2,5 %), zones agricoles hétérogènes (2,2 %).

### Planification
La commune disposait en 2017 d'un plan local d'urbanisme approuvé. Le zonage réglementaire et le règlement associé peuvent être consultés sur le Géoportail de l'urbanisme.

### Risques majeurs
Le territoire de la commune de Saint-Geniez-d'Olt-et-d'Aubrac est vulnérable à différents aléas naturels : climatiques (hiver exceptionnel ou canicule), feux de forêts et séisme (sismicité faible).
Il est également exposé à deux risques particuliers, les risques radon et minier,.

#### Risques naturels
Certaines parties du territoire communal sont susceptibles d’être affectées par le risque d’inondation par débordement du Lot. Les dernières grandes crues historiques, ayant touché plusieurs parties du département, remontent aux 3 et 4 décembre 2003 (dans les bassins du Lot, de l'Aveyron, du Viaur et du Tarn) et au 28 novembre 2014 (bassins de la Sorgues et du Dourdou). Ce risque est pris en compte dans l'aménagement du territoire de la commune par le biais du Plan de prévention du risque inondation (PPRI) Lot amont 3, approuvé le 23 février 2011.
Le Plan départemental de protection des forêts contre les incendies découpe le département de l’Aveyron en sept « bassins de risque » et définit une sensibilité des communes à l’aléa feux de forêt (de faible à très forte). La commune est classée en sensibilité faible.
Les mouvements de terrains susceptibles de se produire sur la commune sont liés au retrait-gonflement des argiles, conséquence d'un changement d'humidité des sols argileux. Les argiles sont capables de fixer l'eau disponible mais aussi de la perdre en se rétractant en cas de sécheresse. Ce phénomène peut provoquer des dégâts très importants sur les constructions (fissures, déformations des ouvertures) pouvant rendre inhabitables certains locaux. La carte de zonage de cet aléa peut être consultée sur le site de l'observatoire national des risques naturels Georisques

#### Risques particuliers
La commune est concernée par le risque minier, principalement lié à l’évolution des cavités souterraines laissées à l’abandon et sans entretien après l’exploitation des mines.
Dans plusieurs parties du territoire national, le radon, accumulé dans certains logements ou autres locaux, peut constituer une source significative d’exposition de la population aux rayonnements ionisants. Toutes les communes du département sont concernées par le risque radon à un niveau plus ou moins élevé. Selon le dossier départemental des risques majeurs du département établi en 2013, la commune de Saint Geniez d'Olt et d'Aubrac est classée à risque moyen à élevé. Un décret du 4 juin 2018 a modifié la terminologie du zonage définie dans le code de la santé publique et a été complété par un arrêté du 27 juin 2018 portant délimitation des zones à potentiel radon du territoire français. La commune est désormais en zone 3, à savoir zone à potentiel radon significatif.

## Toponymie
Saint Geniez d'Olt et d'Aubrac est un toponyme récent (2016), dépourvu de tout trait d’union : la graphie attendue est « Saint-Geniez-d'Olt-et-d'Aubrac », à la façon de la commune déléguée orthotypographiée Saint-Geniez-d'Olt.

## Histoire
Les informations relatives à l'histoire de cette commune sont la fusion des données des communes fusionnées.
La nouvelle commune est effective depuis le 1er janvier 2016, entraînant la transformation des deux anciennes communes en « communes déléguées » dont la création a été entériné par l'arrêté du 6 novembre 2015.

## Politique et administration

### Découpage territorial
La commune de Saint-Geniez-d'Olt-et-d'Aubrac est membre de la communauté de communes Des Causses à l'Aubrac, un établissement public de coopération intercommunale (EPCI) à fiscalité propre créé le 1er janvier 2017 dont le siège est à Palmas d'Aveyron. Ce dernier est par ailleurs membre d'autres groupements intercommunaux.
Sur le plan administratif, elle est rattachée à l'arrondissement de Rodez, au département de l'Aveyron et à la région Occitanie. Sur le plan électoral, elle dépend du  canton de Lot et Palanges pour l'élection des conseillers départementaux, depuis le redécoupage cantonal de 2014 entré en vigueur en 2015, et de la première circonscription de l'Aveyron  pour les élections législatives, depuis le dernier découpage électoral de 2010.

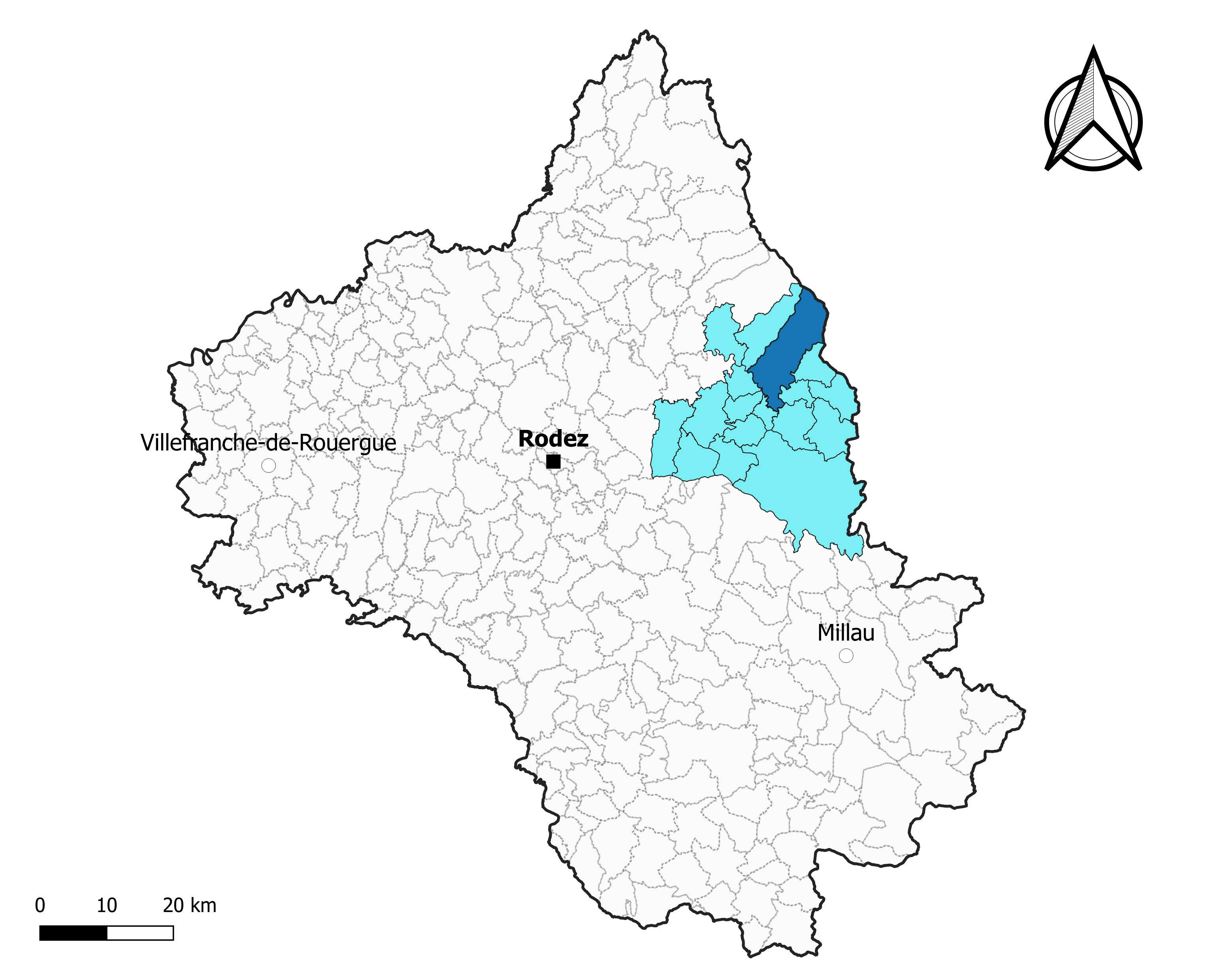
Saint-Geniez-d'Olt-et-d'Aubrac dans l'intercommunalité en 2020.
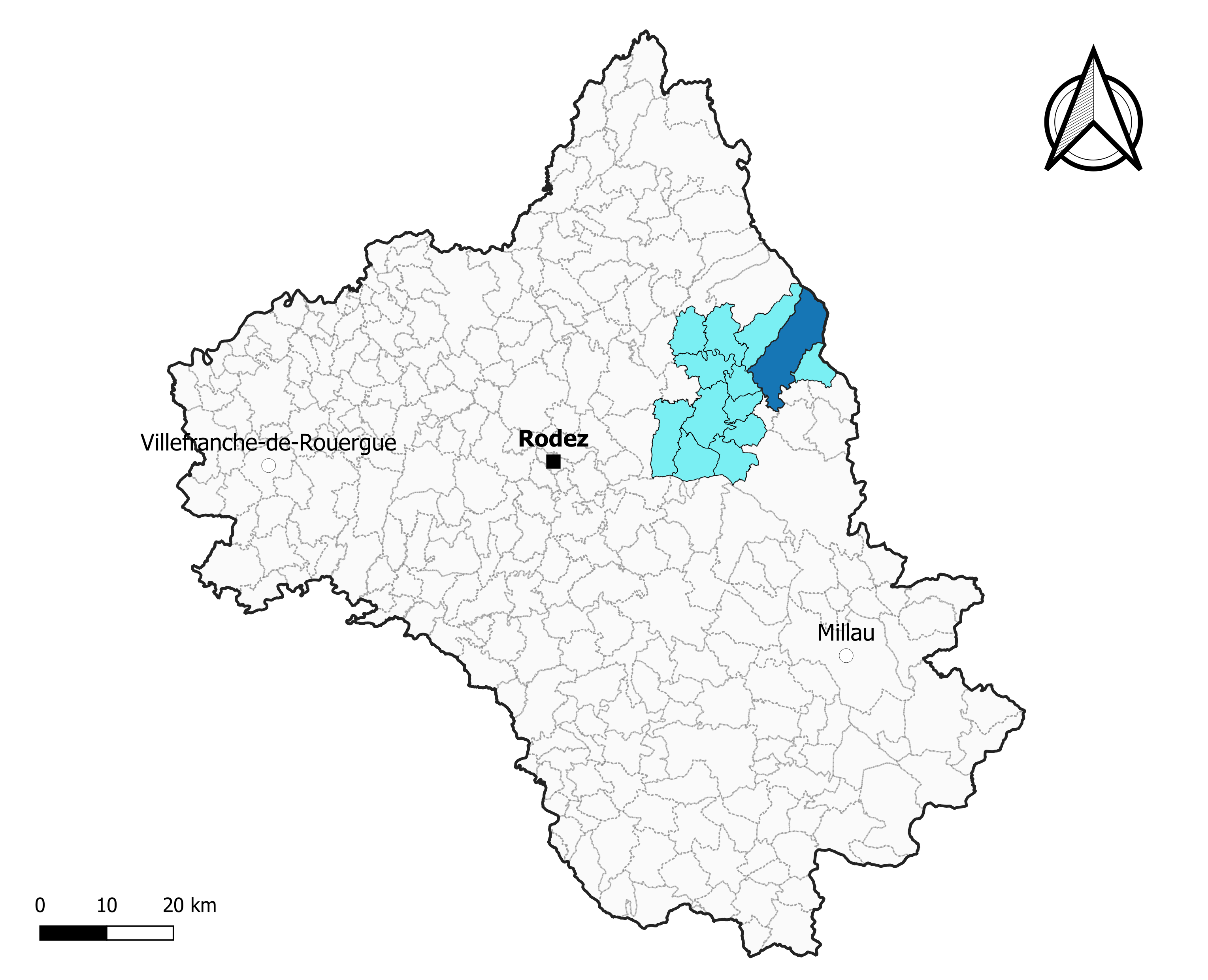
Saint-Geniez-d'Olt-et-d'Aubrac dans le canton de Lot et Palanges en 2020.
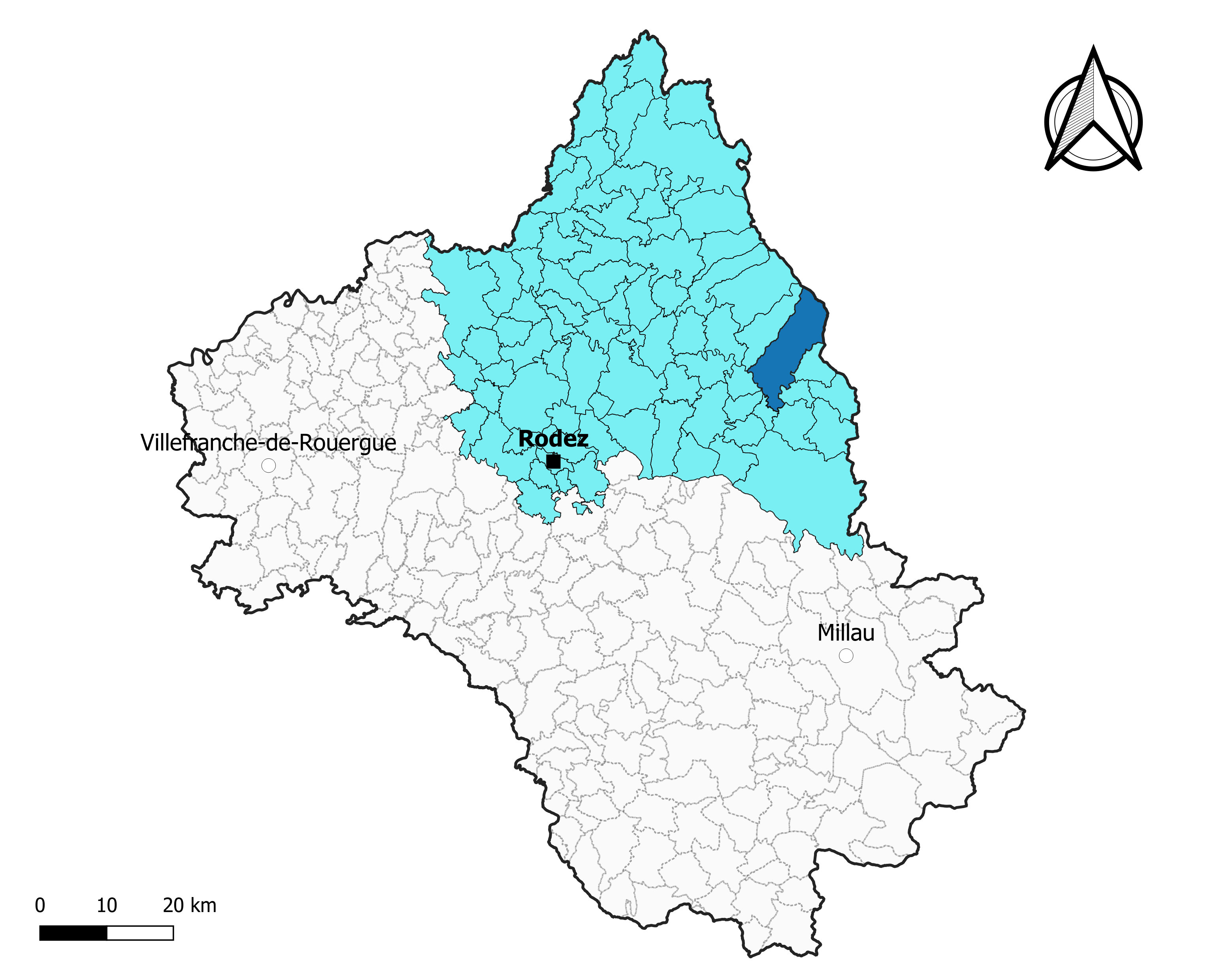
Saint-Geniez-d'Olt-et-d'Aubrac dans l'arrondissement de Rodez en 2020.

### Élections municipales et communautaires

#### Élections de 2020
| Tête de liste    | Suffrages | Pourcentage | CM | CC |
| ---------------- | --------- | ----------- | -- | -- |
| Christine Sahuet | 733       | 59,93 %     | 19 | 5  |
| Hervé Ladsous    | 490       | 40,06 %     | 4  | 1  |

Le conseil municipal de Saint-Geniez-d'Olt-et-d'Aubrac, commune de plus de 1 000 habitants, est élu au scrutin proportionnel de liste à deux tours (sans aucune modification possible de la liste), pour un mandat de six ans renouvelable. Compte tenu de la population communale, le nombre de sièges à pourvoir lors des élections municipales de 2020 est de 23. Les vingt-trois conseillers municipaux sont élus au premier tour avec un taux de participation de 69,21 %, se répartissant en dix-neuf issus de la liste conduite par Christine Sahuet et quatre issus de celle de Hervé Ladsous. Marc Bories, maire sortant, est réélu pour un nouveau mandat le 25 mai 2020.
Les six sièges attribués à la commune au sein du conseil communautaire de la communauté de communes Des Causses à l'Aubrac se répartissent ainsi : cinq sièges pour la liste de Christine Sahuet et un siège pour la liste de Hervé Ladsous.

#### Liste des maires
| Période      | Période  | Identité     | Étiquette | Qualité    |
| ------------ | -------- | ------------ | --------- | ---------- |
| janvier 2016 | En cours | Marc Bories, |           | Commerçant |

### Communes déléguées
| Nom                        | Code Insee | Intercommunalité              | Superficie (km2) | Population (dernière pop. légale) | Densité (hab./km2) |
| -------------------------- | ---------- | ----------------------------- | ---------------- | --------------------------------- | ------------------ |
| Saint-Geniez-d'Olt (siège) | 12224      | CC des Pays d'Olt et d'Aubrac | 35,49            |                                   |                    |
| Aurelle-Verlac             | 12014      | CC des Pays d'Olt et d'Aubrac | 54,68            |                                   |                    |

## Population et société

### Démographie
L'évolution du nombre d'habitants est connue à travers les recensements de la population effectués dans la commune depuis sa création.

En 2022, la commune comptait 2 167 habitants, en évolution de −1,41 % par rapport à 2016 (Aveyron : +0,37 %, France hors Mayotte : +2,11 %).
| 2014  | 2015  | 2016  | 2017  | 2022  |
| ----- | ----- | ----- | ----- | ----- |
| 2 207 | 2 200 | 2 198 | 2 196 | 2 167 |

## Culture locale et patrimoine

### Lieux et monuments
- Église Saint-Pierre d'Aurelle.  Inscrit MH (1978).
- Église Saint-Jacques de Verlac.  Classé MH (1977).
- Église Saint-Geniez de Saint-Geniez-d'Olt.  Classé MH (1931, Façade avec le perron et le porche couvert d'un dôme) ;  Inscrit MH (1990, Église, sauf partie classée).
- Couvent des Pénitents de Saint-Geniez-d'Olt.
- Église de l'Assomption de Naves-d'Aubrac.
- Église Saint-Martin de Saint-Martin-de-Montbon.
- Église Saint-Pierre de Vieurals.
- Chapelle Notre-Dame-du-Buis de Saint-Geniez-d'Olt.
- Chapelle Saint-Antoine de Saint-Geniez-d'Olt.